# Türkiye Komünist Partisi/Marksist-Leninist
Die Türkiye Komünist Partisi-Marksist Leninist (TKP-ML, türkisch für Kommunistische Partei der Türkei-Marxistisch Leninistisch) ist eine marxistisch-leninistisch-maoistische, in der Türkei verbotene, Partei, die 1972 von İbrahim Kaypakkaya in der Türkei gegründet wurde.
Seit 1974 ist sie auch in Deutschland vertreten. Ziel der TKP-ML und ihrer Splittergruppen ist ein bewaffneter revolutionärer Umsturz der türkischen Regierung und die Schaffung eines demokratischen Volksstaats unter Führung des Proletariats.
Seit 2007 wird sie von der Republik Türkei als Terrororganisation aufgelistet.

## Geschichte
Seit ihrer Gründung hat sich die Partei mehrfach gespalten. Ursprünglich firmierte sie unter der Bezeichnung Kommunistische Partei der Türkei/Marxisten-Leninisten (TKP/M-L) (mit Bindestrich). Im Jahr 1994 entstanden aus der TKP/ML zwei konkurrierende Fraktionen, Partizan und Maoistische Kommunistische Partei (MKP, Maoist Komünist Partisi) (bis 2002: Ostanatolisches Gebietskomitee (DABK)) genannt, die beide die gleiche Ideologie verfolgen. Um ihre Ziele umzusetzen, unterhalten beide Fraktionen bewaffnete Guerilla-Gruppen in der Türkei, die TKP/ML die Arbeiter- und Bauern-Befreiungsarmee der Türkei (Türkiye İşçi Köylü Kurtuluş Ordusu, TİKKO) und die MKP die Volksbefreiungsarmee (Halk Kurtuluş Ordusu, HKO).
Daneben besteht derzeit noch die 1987 als Abspaltung der TKP/ML entstandene kleine Kommunistische Partei der Türkei/Marxisten Leninisten (Maoistische Partei-Zentrale) (Türkiye Komünist Partisi/Marksist-Leninist (Maoist Parti Merkezi)), welche der Revolutionären Internationalistischen Bewegung angehört.
Die deutschen Gruppierungen der TKP/ML werden vom Verfassungsschutz beobachtet. Dieser schätzt die Zahl der Anhänger beider Gruppierungen in Deutschland auf insgesamt 1.300 (Stand 2016). Laut Verfassungsschutz unterhielten verschiedene maoistische Gruppierungen aus der Türkei Tarnorganisationen in Deutschland, die hauptsächlich der Spendensammlung dienten. Der TKP/ML (Partizan) wird beispielsweise ATIK zugeordnet, während die ADHK (Konföderation für Demokratische Rechte in Europa) als verlängerter Arm der MKP gilt. Die deutsche Bundesregierung schätzt TKP/ML als linksextremistische terroristische Vereinigung ein.
Im Juli 2020 verurteilte das Oberlandesgericht München zehn Mitglieder der TKP/ML wegen Mitgliedschaft in einer terroristischen Vereinigung im Ausland zu mehrjährigen Haftstrafen. Das Urteil wurde von Unterstützern kritisiert, da „sich die Anklage auf Ermittlungen aus der Türkei stütze“.

## Beziehungen zur PKK und weiteren
Laut türkischen Medien begeht der militante Flügel der TKP/ML „Türkische Arbeiter- und Bauernbefreiungsarmee“ (TİKKO) mit der militanten Arbeiterpartei Kurdistans (PKK) gemeinsam seit 2007 mehrere Anschläge. Unter anderem betreibe sie gemeinsam mit der militanten PKK ein militärisches Ausbildungslager im Irak.
Laut Selbstauskunft der TKP/ML unterhält sie seit März 2016 zur militanten PKK und weiteren acht linksextremistischen Gruppierungen einen Zusammenschluss zur „Vereinten Revolutionären Volksbewegung“, um bewaffnet gegen die AKP-Regierung der Republik Türkei vorzugehen.

## Operationsgebiet und Zulauf
Das geografische Hauptoperationsgebiet der TKP/ML befindet sich im ostanatolischen Provinz Tunceli, welch die Region meistens von der religiösen Minderheit der Aleviten, dezidierter Ostaleviten, besiedelt ist.
Die TKP/ML hat einen besonderen Zulauf für ihre Organisation von jungen Menschen aus alevitischen und kurdischen Wohnvierteln der türkischen Großstädte Ankara und Istanbul.